# Martin Sinković
Martin Sinković (ur. 10 listopada 1989 w Zagrzebiu) – chorwacki wioślarz, dwukrotny medalista igrzysk olimpijskich, sześciokrotny mistrz świata, czterokrotny mistrz Europy.
Jest młodszym bratem Valenta.

## Igrzyska olimpijskie
Na igrzyskach olimpijskich zadebiutował w 2012 roku w Londynie. Wystąpił w czwórce podwójnej raze z Davidem Šainem, Damirem Martinem i swoim bratem Valentem Sinkoviciem, zdobywając srebrny medal, tracąc do Niemców 2,3 sekundy. Cztery lata później w Rio de Janeiro zdobył złoto w rywalizacji dwójek podwójnych wraz z Valentem Sinkoviciem, wyprzedzając na mecie reprezentację Litwy i Norwegii.

## Osiągnięcia
| Rok  | Impreza                     | Miejsce                  | Konkurencja         | Lokata     |
| ---- | --------------------------- | ------------------------ | ------------------- | ---------- |
| 2006 | Mistrzostwa świata juniorów | Amsterdam                | ósemka              | 7. miejsce |
| 2007 | Mistrzostwa świata juniorów | Pekin                    | jedynka             | 3. miejsce |
| 2008 | Mistrzostwa Europy          | Ateny                    | dwójka podwójna     | 5. miejsce |
| 2009 | Mistrzostwa świata U-23     | Račice                   | czwórka podwójna    | 1. miejsce |
| 2009 | Mistrzostwa świata          | Poznań                   | czwórka podwójna    | 4. miejsce |
| 2010 | Mistrzostwa Europy          | Montemor-o-Velho         | czwórka podwójna    | 2. miejsce |
| 2010 | Mistrzostwa świata          | Hamilton                 | czwórka podwójna    | 1. miejsce |
| 2011 | Mistrzostwa świata          | Bled                     | czwórka podwójna    | 3. miejsce |
| 2012 | Mistrzostwa Europy          | Varese                   | dwójka podwójna     | 1. miejsce |
| 2012 | Igrzyska olimpijskie        | Londyn                   | czwórka podwójna    | 2. miejsce |
| 2013 | Mistrzostwa Europy          | Sewilla                  | czwórka podwójna    | 6. miejsce |
| 2013 | Mistrzostwa świata          | Chungju                  | czwórka podwójna    | 1. miejsce |
| 2014 | Mistrzostwa Europy          | Belgrad                  | jedynka             | 7. miejsce |
| 2014 | Mistrzostwa świata          | Amsterdam                | dwójka podwójna     | 1. miejsce |
| 2015 | Mistrzostwa świata          | Aiguebelette-le-Lac      | dwójka podwójna     | 1. miejsce |
| 2016 | Mistrzostwa Europy          | Brandenburg an der Havel | dwójka podwójna     | 1. miejsce |
| 2016 | Igrzyska olimpijskie        | Rio de Janeiro           | dwójka podwójna     | 1. miejsce |
| 2017 | Mistrzostwa świata          | Sarasota                 | dwójka bez sternika | 2. miejsce |
| 2018 | Mistrzostwa Europy          | Glasgow                  | dwójka bez sternika | 1. miejsce |
| 2018 | Mistrzostwa świata          | Płowdiw                  | dwójka bez sternika | 1. miejsce |
| 2019 | Mistrzostwa Europy          | Lucerna                  | dwójka bez sternika | 1. miejsce |
| 2019 | Mistrzostwa świata          | Ottensheim               | dwójka bez sternika | 1. miejsce |

## Odznaczenia
- Order Księcia Branimira (2016)[3]